# 서울 지장암 석조가섭아난입상 및 복장유물
서울 지장암 석조가섭아난입상 및 복장유물(서울 地藏庵 石造迦葉阿難立像 및 服藏遺物)은 서울특별시 종로구 창신동, 지장암에 있는, 조선시대의 불상 및 복장유물이다. 2012년 3월 22일 서울특별시의 유형문화재 제329호로 지정되었다.

## 개요
가섭과 아난존자 입상은 전라남도 고흥 팔영산 능가사 능인전에 봉안되었던 상으로 강희 22년(1683) 조각승 색난과 득우가 함께 조성한 상이다. 재료는 부드러운 경주 불석으로 가섭존자상의 바닥에는 깊이 19.5cm, 폭 6.8cm의 복장공을 뚫어 후령통, 다라니들, 조성 원문 등을 넣었다.
원문에는 능가사 능인전의 석가불상과 가섭, 아난상을 함께 조성하여 봉안한 사실을 기록하고 있으며, 이 상들을 조성한 조각승 색난은 17세기 후반에서 18세기 전반에 걸쳐 전라도 지역을 대표하는 조각승이었으며, 득우는 여러 불상의 조성작업에 색난과 함께 참여하였다.
이 불상은 조성원문을 통해서 1653년이라는 조성 시기가 분명하고, 조각승과 원 봉안처를 알 수 있고, 조각적으로도 우수하여 조선 후기 조각사 연구에 중요한 자료가 된다.

## 같이 보기
- 지장암

## 참고 자료
- 지장암 석조가섭아난입상 및 복장유물 - 국가유산청 국가유산포털